# Pedro Ivo Campos
Pour les articles homonymes, voir Campos.
Pedro Ivo Figueiredo de Campos (12 octobre 1930 - 27 février 1990) est un homme politique brésilien, gouverneur de l'État brésilien de Santa Catarina de 1987 au 27 février 1990, date de sa mort, avant la fin de son mandat.